# Lars-Olof Brilioth
Lars-Olof Herman Yngve Brilioth (* 28. August 1926 in Uppsala; † 4. September 2015 in Sigtuna, Stockholms län) war ein schwedischer Diplomat, der unter anderem zwischen 1979 und 1983 Botschafter im Irak sowie von 1987 bis 1990 Botschafter in Ägypten war.

## Leben
Lars-Olof Herman Yngve Brilioth war ein Sohn des lutherischen Theologen Yngve Torgny Brilioth (1891–1959) und der Philanthropin Brita Brilioth (1896–1989). Sein jüngerer Bruder war der Opernsänger und Tenor Helge Brilioth (1931–1998). Er selbst begann nach dem Abitur (Studentexamen) Studien an der Universität Lund, die er 1954 als Filosofie kandidat sowie als Juris kandidat beendete. Daraufhin trat er 1955 in den diplomatischen Dienst des Außenministeriums (Utenriksdepartementet) ein und war zwischen 1956 und 1959 an der Botschaft in Argentinien, zwischen 1959 und 1960 am Generalkonsulat in New York City sowie von 1960 bis 1962 an der Botschaft in den USA tätig. Nach einer Verwendung von 1962 bis 1964 im Außenministerium, war sie zwischen 1964 und 1965 an der Botschaft in der Schweiz sowie von 1965 und 1967 abermals im Außenministerium tätig. Daraufhin fand er zwischen 1967 und 1972 Verwendungen an der Botschaft in den Niederlanden und daraufhin von 1972 bis 1976 an der Botschaft in der Sowjetunion, ehe zwischen 1976 und 1979 eine Tätigkeit beim Exportrat (Exportrådet), eine 1972 gegründete und im gemeinsamen Besitz von Staat und Wirtschaft befindliche Organisation mit dem Ziel, schwedischen Unternehmen die Etablierung und das internationale Wachstum zu erleichtern.
Als Nachfolger von Fredrik Bergenstråhle übernahm Brilioth 1979 den Posten als Botschafter im Irak mit Dienstsitz in Bagdad und hatte dieses diplomatische Amt bis 1983 inne, woraufhin Arne Thorén ihn ablöste. Er ließ sich anschließend von 1983 bis 1984 für eine Tätigkeit beim Bauunternehmen Skanska beurlauben und übernahm nach einer neuerlichen Verwendung im Außenministerium zwischen 1984 und 1987 von Olov Ternström 1987 das Amt als Botschafter in Ägypten. Er verblieb auf diesem diplomatischen Posten mit Amtssitz in Kairo bis 1990 und wurde daraufhin von Jan Ståhl abgelöst. Im Anschluss wurde er 1990 Partner der strategischen Managementberatung Lagerkvist & Partners in Stockholm. 1992 wurde er noch als Vermittler des Außenministeriums im Irak bei Verhandlung zur Freilassung schwedischer Geiseln eingesetzt.
Lars-Olof Brilioth war mit Barbro Göransson (* 1932), Tochter von Alfred Göransson und Gudrun Björkegren verheiratet.